# Christian Montanari
 (mai 2025).
Si vous disposez d'ouvrages ou d'articles de référence ou si vous connaissez des sites web de qualité traitant du thème abordé ici, merci de compléter l'article en donnant les références utiles à sa vérifiabilité et en les liant à la section « Notes et références ».
Pour les articles homonymes, voir Montanari.
Christian Montanari, né le 21 juin 1981, est un pilote automobile saint-marinais. 
En 2017, il est le vice-président de la fédération des véhicules motorisés saint-marinaise (FAMS).

## Carrière automobile
- 2002 : Championnat d'Italie de Formule Renault, 6e
  - Eurocup Formule Renault, 20e
  - Euro Formule 3000, 13e
- 2003 : Championnat d'Italie de Formule 3, 2e (3 victoires)
  - Formule 3000, non classé
- 2004 : Eurocup Formule Renault, 6e
  - 4 courses en Formule 3 Euroseries, non classé
- 2005 : World Series by Renault, 8e (1 victoire)
- 2006 : World Series by Renault, 7e (1 victoire)
- 2007 : FIA GT GT1, 4e (1 victoire)
- 2008 : FIA GT GT2, 4e
  - 24 Heures du Mans, abandon
- 2009 : 2 courses en Le Mans Series (1 podium)
  - 2 courses en Superstars Series
  - 24 Heures du Mans, abandon
  - 24 Heures de Daytona, abandon
- 2010 : Superstars Series, 20e